# Шоссе 301 (фильм)
«Шоссе 301» (англ. Highway 301) — фильм нуар режиссёра Эндрю Л. Стоуна, который вышел на экраны в 1950 году.
Фильм основан на реальном материале и рассказывает о так называемой Банде трёх штатов во главе с жестоким гангстером Джорджем Леджензой (Стив Кокран), которая промышляла грабежами в штатах Мериленд, Вирджиния и Северная Каролина, однако в итоге была выслежена и уничтожена полицией.
Наряду с такими картинами, как «Убийцы» (1946), «Крест-накрест» (1949), «Асфальтовые джунгли» (1950), «Ограбление инкассаторской машины» (1950), «Тайны Канзас-сити» (1952), «Пятеро против казино» (1955), «Убийство» (1956), «Ставки на завтра» (1959) и «Большое ограбление банка в Сент-Луисе» (1959) относится к субжанру нуаров, в центре внимания которых находится подготовка и осуществление ограбления.

## Сюжет
Банда грабителей, которая получила в полиции название Банда трёх штатов, поскольку совершила серию дерзких ограблений банков в Северной Каролине, Вирджинии и Мэриленде, осуществляет очередной налёт на банк в городе Уинстон-Сэйлем, Северная Каролина. В банду входят её главарь Джордж Ледженза (Стив Кокран), а также Уильям Б. Филипс (Роберт Уеббер), Роберт Мэйс (Уолли Касселл), Херби Брукс (Ричард Эган) и водитель Нойес Хинтон (Эдвард Норрис). За каждым из них тянется шлейф преступлений, однако, в полицейских досье они проходили только по мелким правонарушениям, и потому их долго не могут вычислить. Ограбление в Уинстон-Сэйлеме проходит успешно, и банде удаётся без помех скрыться с места преступления, однако на пустынной сельской дороге местный фермер замечает, как преступники меняют машину. Он успевает запомнить штат регистрации и три первых цифры номера машины, в которую они пересели, однако в дорожной пыли не может разглядеть её марку. Полиция рассылает ориентировку на автомобиль по всем соседним штатам. Так как за последние девять месяцев аналогичные ограбления уже были зафиксированы в Вашингтоне, Ричмонде и Балтиморе, для поимки банды полиция создаёт специальную межштатовскую группу во главе с детективом Траскоттом (Эдмон Райан). Вечером после ограбления преступники вместе с жёнами и подружками празднуют в ресторане успешное осуществление дела. Мадлен Уолтон (Айлин Таун), девушка Леджензы, устала от жизни жены бандита и просит Леджензу её отпустить, однако тот бьёт её по лицу, заставляя замолчать и получать наслаждение от вечеринки. Филипс пришёл на вечер с невестой, франко-канадкой Ли Фонтейн (Габи Андре), с которой недавно познакомился и которая ничего не знает о роде его занятий. Когда в присутствии Ли раздражённая Мадлен недвусмысленно намекает на то, чем их мужчины занимаются на самом деле, Мэри Симмс (Вирджиния Грей), подружка Мэйса, пытается заставить её замолчать и уводит из-за стола. Поняв, что Мадлен выходит из-под контроля, Ледженза впадает в ярость. Когда Мадлен приезжает домой, чтобы собрать вещи и бежать, Ледженза встречает её на лестничной клетке и хладнокровно убивает из пистолета на глазах у лифтёра. По анализу пули, которой была убита Мадлен, и пули, обнаруженной во время одного из ограблений, полиция приходит к заключению, что Мадлен застрелил кто-то из Банды трёх штатов, однако личности преступников по-прежнему не удаётся установить. Члены специальной группы получают задание найти автомобиль преступников. Вскоре детективы обнаруживают, что на одной из платных стоянок в книгу регистрации был записан автомобиль с подходящим под ориентировку номером, а охранник на стоянке вспоминает этот автомобиль, называя его цвет и марку. Услышав по радио сообщение об убийстве Мадлен, Ли винит себя в её смерти. Поняв, наконец, чем занимается её жених, Ли умоляет Филипса уйти из банды, и он обещает ей, что после следующего крупного дела они уедут в Канаду.
По наводке о перевозке двух миллионов долларов на монетный двор Ричмонда банда нападает на инкассаторскую машину, и во время ограбления Ледженза убивает её водителя. Грабители перебрасывают мешки с деньгами в свою машину и скрываются с места преступления. Раскрыв мешки, преступники видят, что деньги порезаны на мелкие кусочки, так как переправлялись на монетный двор для сжигания. Получив информацию об ограблении и убийстве в Ричмонде, Траскотт даёт указание установить блокпосты на всех дорогах из города. Однако грабителям удаётся миновать блокпост, укрывшись на специально подготовленном грузовике с партией яиц. Добравшись до места встречи с наводчиком, Ледженза хладнокровно убивает его. Затем бандиты заезжают на квартиру, где их ожидают Мэри и Ли, которая из новостей по радио уже догадалась о том, что её муж является членом банды, которая совершила в Ричмонде нападение на инкассаторскую машину, застрелив водителя. Она нервничает и возмущается, однако Филипс обещает Леджензе успокоить её. Тем временем осуществляющие текущее патрулирование полицейские по части номера устанавливают припаркованную около дома машину банды, и устраивают около неё засаду. Когда Ледженза и Филипс садятся в машину, начинается перестрелка, в ходе которой Филипса убивают, однако Леджензе удаётся сбежать. По он пожарной лестнице возвращается в квартиру, где остались Мэйс, Мэри и Ли. В бумажнике Филипса полиция находит несколько фотографий Ли, а также ключи, после чего начинает обход всех близлежащих квартир в микрорайоне, однако Ледженза вместе с Ли успевают выйти через чёрный ход и скрыться из дома. По отпечаткам пальцев полиция устанавливает личность Филипса, и поднимает его досье, из которого выясняет, что он ранее был связан с Леджензой. Патрульный офицер, который застрелил Филипса, по фотографии Леджензы узнаёт в нём человека, который был с Филипсом в автомобиле. Тем временем трое гангстеров, Мэри и Ли, опасаясь бежать из города или селиться в гостиницу, решают вернуться в свою ричмондскую квартиру. Узнав из газеты, что Филипс убит и у полиции есть её фотография, Ли понимает, что становится опасной для банды и дважды пытается сбежать, однако всякий раз Ледженза ловит её. Наконец они заходят в квартиру, которую, как выясняется, ещё не успела обнаружить полиция. Ледженза запирает Ли в комнате и уходит поужинать в кафе, оставляя вместо себя Мэйса. Пока тот умывается в ванной комнате, Ли удаётся открыть дверь и выбраться из квартиры, однако на улице её замечает возвращающийся Ледженза, который начинает её преследовать по ночным улицам. В конце концов, когда двое случайных прохожих соглашаются ей помочь и сажают в подъехавшее такси, его водителем оказывается Ледженза, который стреляет в Ли прямо в машине, после чего уходит.
На следующее утро Мэри слышит по радио сообщение, что Ли, которую обнаружили с огнестрельной раной в машине такси, находится в коме, и врачи оценивают её шансы на выживание как 50 на 50. Ледженза принимает решение добить Ли в больнице, пока она не заговорила. Подъехав к больнице, банда ожидает в машине напротив, направляя Мэри вперёд, чтобы она оценила ситуацию. Выдав себя за газетного репортёра, Мэри выясняет номер палаты Ли, сообщая его по телефону Леджензе. Однако её расспросы вызывают подозрения, и по приказу дежурящего в больнице Траскотта её задерживают, когда она уже собирается покинуть больницу. Траскотт сообщает Мэри, что Ли уже опознана полицией как невеста застреленного Филипса, и значит также имеет отношение к Банде трёх штатов. Затем детектив требует от Мэри
предъявить журналистское удостоверение, однако поскольку ей нечего показать, задерживает её для выяснения личности. Тем временем Ледженза и Мэйс поднимаются по лестнице в палату, а к больнице подъезжает несколько машин полицейского подкрепления. Перехитрив Мэри, Траскотт достаёт из её кармана пистолет, после чего передаёт её одному из своих помощников. Мэри удаётся дать понять Леджензе, что в палате Ли находится Траскетт, после чего гангстер решает убить обоих. Когда Ледженза и Мэйс заходят в палату, начинается перестрелка с Траскеттом, в ходе которой Мэйс получает ранение в живот. Гангстеры успевают выскочить в коридор, натыкаясь на нескольких полицейских, после чего, угрожая открыть огонь по посетителям больницы, спускаются на лифте на первый этаж. Взяв троих медсестёр в качестве заложниц, они пытаются выйти из здания, раня при этом двух сотрудников больницы. Однако в конце концов раненый Мэйс теряет сознание и падает, после чего Ледженза бросает его и убегает. Добравшись до своей машины, Ледженза стремительно отъезжает от больницы. Начинается погоня с перестрелкой, в ходе которой первым убивают водителя банды, в результате чего машина налетает на угол дома и переворачивается. Однако Леджензе удаётся выбраться из перевёрнутой машины и убежать. Полиция окружает его на железнодорожных путях и расстреливает из автомата, после чего его давит надвигающийся поезд. Таким образом все члены банды были убиты, а Ли выздоровела и была оправдана. Подводя итог расследованию, Траскотт заключает, что всей этой ситуации можно было бы избежать, если бы к этим преступникам не применяли бы излишнюю мягкость в начале их пути. По словам детектива, нельзя быть добрым к прирождённым преступникам, вроде этих. Они к вам не проявят сострадания, так пусть почувствуют на себе всю силу закона.

## В ролях
- Стив Кокран — Джордж Ледженза
- Вирджиния Грей — Мэри Симмс
- Габи Андре — Ли Фонтейн
- Эдмон Райан — детектив, сержант Траскотт / рассказчик
- Роберт Уэббер — Уильям Б. «Билл» Филлипс
- Уолли Касселл — Роберт «Бобби» Мэйс
- Айлин Таун — Мэдлин Уэлтон
- Ричард Эган — Херби Брукс
- Эдвард Норрис — Нойес Хинтон, водитель банды

## Создатели фильма и исполнители главных ролей
В 1930-40-е годы сценарист и режиссёр Эндрю Л. Стоун считался «специалистом по мюзиклам и лёгким комедиям», поставив такие картины, как «Крутая канарейка» (1941), «Дождливая погода» (1943) и «Дочери холостяка» (1946). После постановки фильма «Шоссе 301» Стоун ушёл со студии Warner Bros. и вместе с женой-монтажёром Вирджинией Стоун стал работать независимо. Как отмечает историк кино Гленн Эриксон, они «обратились к криминальной теме, поставив серию жёстких нелицеприятных фильмов», которые часто основывались на реальном материале и снимались без использования комбинированных кадров и спецэффектов, среди них «Стальная ловушка» (1952), «Проект убийства» (1953), «Джули» (1956, за этот фильм Стоун был номинирован на Оскар за лучший сценарий) и «Крик ужаса» (1958). Как далее отметил Эриксон, «Стоуны довели реализм до крайности, почти утопив настоящий океанский лайнер во время съёмок своего морского триллера „Последнее путешествие“ (1960)». Стив Кокран впервые обратил на себя внимание в роли мафиози в фильме нуар «Катастрофа» (1946). После фильма нуар «Белое каление» (1949), по словам Гленна Эриксона, «Кокран стал новой звездой студии, который был воплощением идеи Джека Уорнера о парне, которому женщины не в состоянии противостоять». В течение нескольких последующих лет он запомнился криминальными ролями в фильмах нуар «Штормовое предупреждение» (1950), «Проклятые не плачут» (1950), «В стенах тюрьмы Фолсом» (1951) и «Завтра будет новый день» (1951). Вирджиния Грей была актрисой широкого жанрового диапазона, в том числе, сыграла заметные роли в таких криминальных картинах и фильмах нуар, как «Другой тонкий человек» (1939), «Убийство на Центральном вокзале» (1942), «Миллионы Гризли» (1945), «Как по маслу» (1946), «Угроза» (1949) и «Обнажённый поцелуй» (1964).

## История создания фильма
По словам киноведа Хэла Эриксона, «режиссёр Эндрю Стоун всегда был непоколебимым сторонником реализма любой ценой», и потому «значительная часть фильма снималась на реальном материале», и кроме того, как отметил Гленн Эриксон, «ориентируясь на документальный реализм, Стоун снял пролог, в котором губернаторы трёх штатов обращаются с экрана напрямую к зрителю». На сайте Американского института кино также указано, что «фильм использует полудокументальный стиль», а, по словам Variety, «среди актёров задействовано не так много известных лиц, что усиливает его документальный эффект».
Хотя Хэл Эриксон написал, что «значительная часть фильма снималась на настоящем (и очень загруженном) межштатовском шоссе», Гленн Эриксон однако отметил, что «большая часть картины является обычной драмой, снятой в студийных декорациях, а взамен Вирджинии и Мериленда съёмки велись в Лос-Анджелесе». Американский институт кино добавил также, что «некоторые сцены снимались на вокзале Юнион-стэйшн в Лос-Анджелесе».
Как отметил Гленн Эриксон, «руководство студии отвергло изначальное название фильма „Ограбление на два миллиона долларов“, посчитав эту цифру невероятной. Однако 17 января 1950 года в Бостоне произошло знаменитое Великое ограбление в Бринкс, в ходе которого воры похитили почти три миллиона долларов наличными и ценами бумагами».

## Оценка фильма критикой

### Общая оценка фильма
После выхода картины на экраны кинообозреватель Босли Кроутер оценил её в «Нью-Йорк Таймс» довольно негативно, написав, что «самым тревожным и гнетущим из множества мрачных аспектов этого шокирующего фильма является тот факт, что губернаторы Мериленда, Вирджинии и Северной Каролины поддержали эту дешёвую гангстерскую мелодраму как эффективное сдерживающее средство в борьбе против преступности». В своих вступительных словах «эти видные и уважаемые государственные деятели торжественно доносят идею о том, что в этом фильме вы увидите нечто такое, что докажет вам, насколько преступность себя не окупает». Однако на самом деле «вы видите обычный фильм о копах и грабителях, основанный на злостных преступлениях так называемой Банды трёх штатов, в котором грабежи, стрельба и насилие показаны исключительно для привлечения зрительского внимания». «Всё это вместе, сочинённое и поставленное Эндрю Стоуном», по словам Кроутера, «является прямым упражнением в низкопробном садизме», и потому «реакция на премьере фильма публики, состоявшей главным образом из молодых крепких юношей, могла бы шокировать и сильно сконфузить упомянутых выше губернаторов».
Современные киноведы оценивают картину позитивно, критикуя её лишь за так называемое «губернаторское вступление». В частности, Майкл Кини написал, что ему не понравилось «неискреннее вступление с заявлениями губернаторов о том, что эта картина может спасти жизнь кого-либо в зале и столь же фальшивые фразы в финале, что нельзя проявлять доброту к прирождённым преступникам вроде этих». В остальном же, по мнению киноведа, «этот недооценённый шедевр добивается нужного результата». Назвав картину «увлекательным, быстрым и исключительно жестоким фильмом», Кини пишет, что «ограбление броневика, которое должно было принести „самый большой улов всех времён“, становится одной из самых мрачных ироний в истории нуара». Спенсер Селби написал, что это «криминальный фильм в жёстком полудокументальном стиле со Стивом Кокраном в роли жестокого главаря банды», а Деннис Шварц пришёл к заключению, что «Эндрю Стоун сильно ставит эту увлекательную, полную экшна криминальную драму категории В, которая хочет, чтобы мы знали, что преступление себя не оправдывает». При этом, как и другие критики, Шварц обращает внимание на вступление, в котором «реальные губернаторы рассказывают о том, что эта криминальная драма поставлена на основе реальной серии преступлений Банды трёх штатов, которая действовала вдоль Шоссе 301, и что эта основанная на фактическом материале документальная драма Warner Bros. заслуживает зрительского внимания, потому что может остановить потенциального преступника среди публики, если он посмотрит этот фильм».
Дэвид Хоган отмечает, что «этот фильм является нуаром не столько в жанровом плане, сколько по своему философскому и визуальному стилю, которые использованы для создания надлежащей атмосферы». Это, как считает киновед, скорее «чрезвычайно умелая документальная драма, основанная на реальных бесчинствах Банды трёх штатов, которая грабила банки и инкассаторские машины на верхнем Юге в 1930-е годы». По словам Хогана, «фильм является характерным образцом фирменного киностиля Warner Bros. в его поздний период», с актёрским составом во главе с контрактным актёром Стивом Кокраном вскоре после его успеха в «Белом калении». Фильм сочетает «уличные съёмки в районе Лос-Анджелеса со съёмками на натурной площадке студии при городских сценах», чем, по словам Хогана, «похож на криминальные мелодрамы Warner Bros. 1930-х годов — жёсткие „реальные“ картины с мрачными, тщательно проработанными световыми эффектами». В данном случае оператор Карл Гатри вместе с «недооценённым» автором музыки Уильямом Лавой обеспечили картине «хороший, жёсткий взгляд на личную и профессиональную жизнь преступников». Хоган особенно выделяет в фильме две сцены — «дерзкое ограбление банка среди бела дня и дневное нападение на инкассаторскую машину, которые живо поставлены и дают понять, что даже профессионалы могут попасть впросак. В то время, как банковское ограбление проходит успешно, нападение на грузовик с деньгами превращается в провал с убийством». Кроме того, Хоган отмечает, что «фильм удачно вводит в нуаровую ткань отношения между мужчинами и женщинами», особенно отметив, что «немногие преследуемые женщины в жанре криминального кино выглядели столь же абсолютно и отчаянно одинокими, как Ли». Как было с юмором отмечено в журнале Cue, «фильм учит, что преступникам следует держаться от девушек подальше, так как именно они ставят им подножку».

### Оценка актёрской игры
Критически настроенный по отношению к фильму Кроутер заметил, что «ни один из преступников не выдержал бы теста на умственное развитие», далее написав, что «Кокран в роли главаря банды самый наглый и заносчивый среди них, а Габи Андре играет наивную франко-канадку, которая наиболее симпатична среди девиц». Что же касается остальных гангстеров, то «Роберт Уэббер, Ричард Эган и Уолли Касселл являются стандартными бандитами, а Вирджиния Грей выделяется в роли девушки, которая пытается сыграть свою игру». Кини считает, что «хотя весь актёрский состав сыграл отлично, всё-таки Кокран блистает в роли отвратительного психопатического главаря банды, который, не моргнув глазом, стреляет в спину женщине, показывая, что хотя преступление и не оправдывает себя, оно может быть зрелищным». Гленн Эриксон добавляет, что «в крутую команду Кокрана входят молодой Ричард Эган и Роберт Уэббер в своей первой роли, а также Вирджиния Грей в роли опытной девушки гангстера и относительно невинная Габи Андре», а Хэл Эриксон обращает внимание на то, что «Вирджиния Грэй в роли увлечённой мыльными операми жены одного из членов банды обеспечивает несколько приятных комических моментов».